# Film

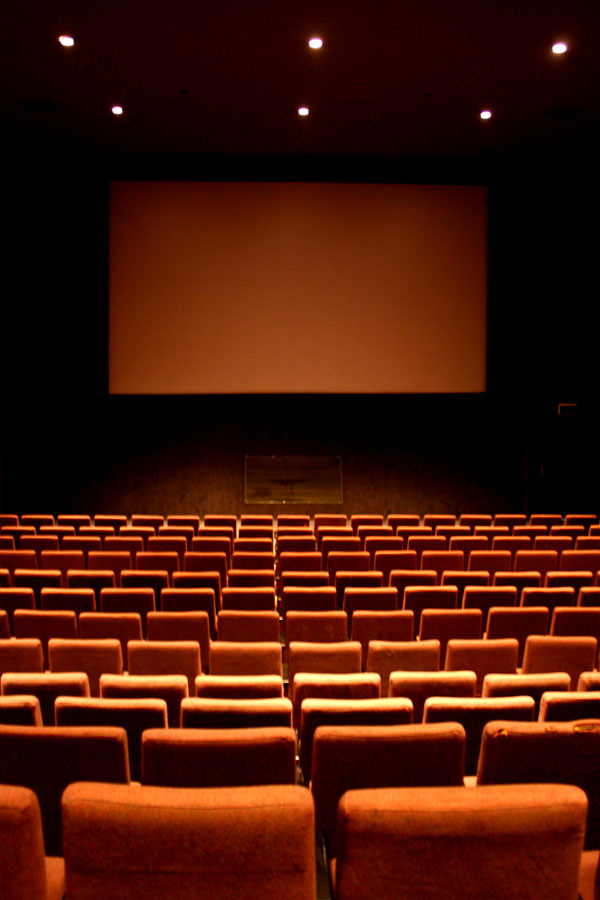
Filmvászon, a nézőközönség előtt kifeszített anyag, amely eredetileg vászonból készült

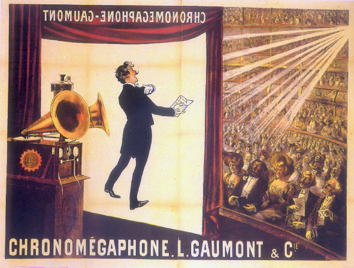

A film, magyarul mozgókép, képekből álló sorozat, amely a vásznon olyan gyorsan változik, hogy azt az illúziót kelti, mintha mozogna. A filmet egyszerre tekintjük művészetnek és iparágnak. Lehet készíteni úgy, hogy valódi jeleneteket filmezünk le egy kamerával; vagy rajzokat fotózunk le, így tradicionális rajzfilmeket készítve, ill. CGI-t, vagyis a számítógép által kreált animációt használunk – vagy úgy, hogy eme technikákat egyaránt használjuk.
A mozi vagy filmszínház azt a helyet jelöli, melyet ama célból hoztak létre, hogy benne filmeket vetítsenek. Angol megfelelője, a „cinema” (ejtsd: szinema) azonban már az iparágat is, illetve a filmművészetet is jelenti. Modern definíciója szerint olyan művészeti ág, melynek lényege élmények szimulálása, történetek, ötletek, érzések vagy atmoszféra közvetítése mozgóképpel, illetve más stimulációkkal, például zenével.
A film kulturális ereklye, amely rengeteg kultúrában jelen van. Reflektál a kultúrára, mi több, hat arra. Az egyik legfontosabb művészeti forma, modern szórakoztatási eszköz és remek módszer a nevelésre, ismeretterjesztésre, vagy éppenséggel propagandák sulykolására. A film vizualitása hatalmas erő a kommunikációban. Egyes filmek világhírűek lettek, hála a feliratozásnak, illetve a szinkronizálásnak, mely módszerekkel más nyelvekre lehet fordítani a szövegüket.
Szokás a filmművészetre mint a hetedik művészeti ágra hivatkozni. Radványi Géza filmrendező egy interjúban úgy fogalmazott, hogy az objektíven keresztül „objektíven kell nézni a világot, és felnagyítani az ember és ember, ember és világ közötti összefüggéseket – a láthatatlan összefüggéseket is”.

## A film története

Ősfilm 1894-ből: William K. L. Dickson: Edison asszisztense tüsszent

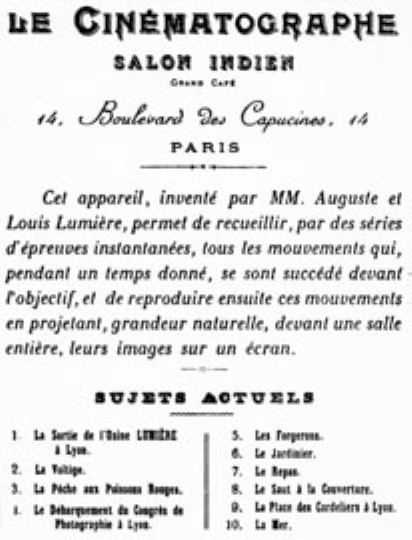
Az első vetítés programja

A mozi (filmszínház) születésének azt a pillanatot tekintjük, amikor a kinematográf feltalálói először tartottak vetítést fizetőközönségnek.

### Lumière-fivérek

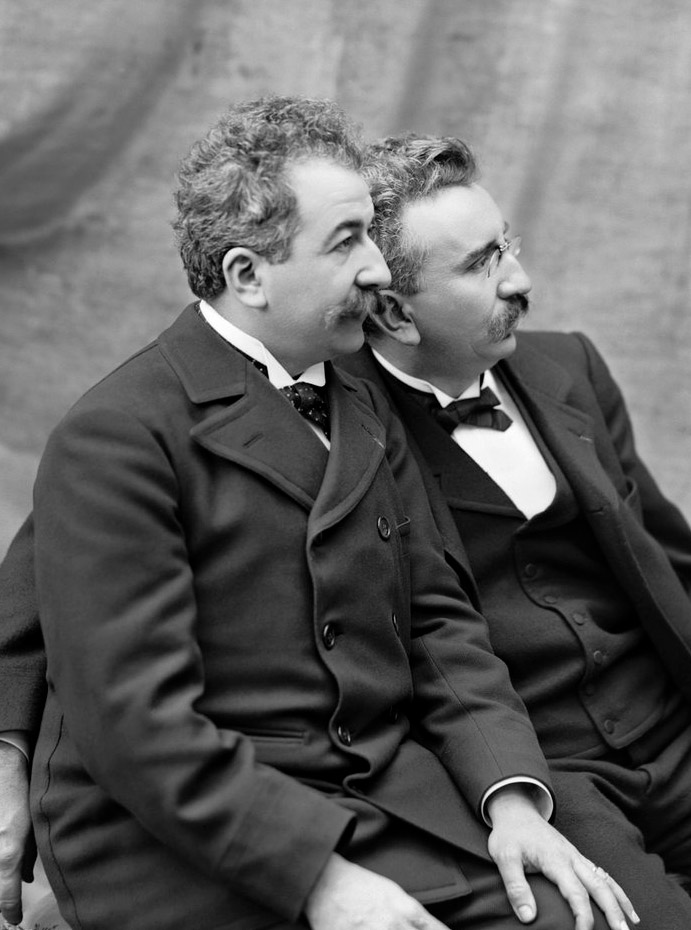
Auguste és Louis Lumière

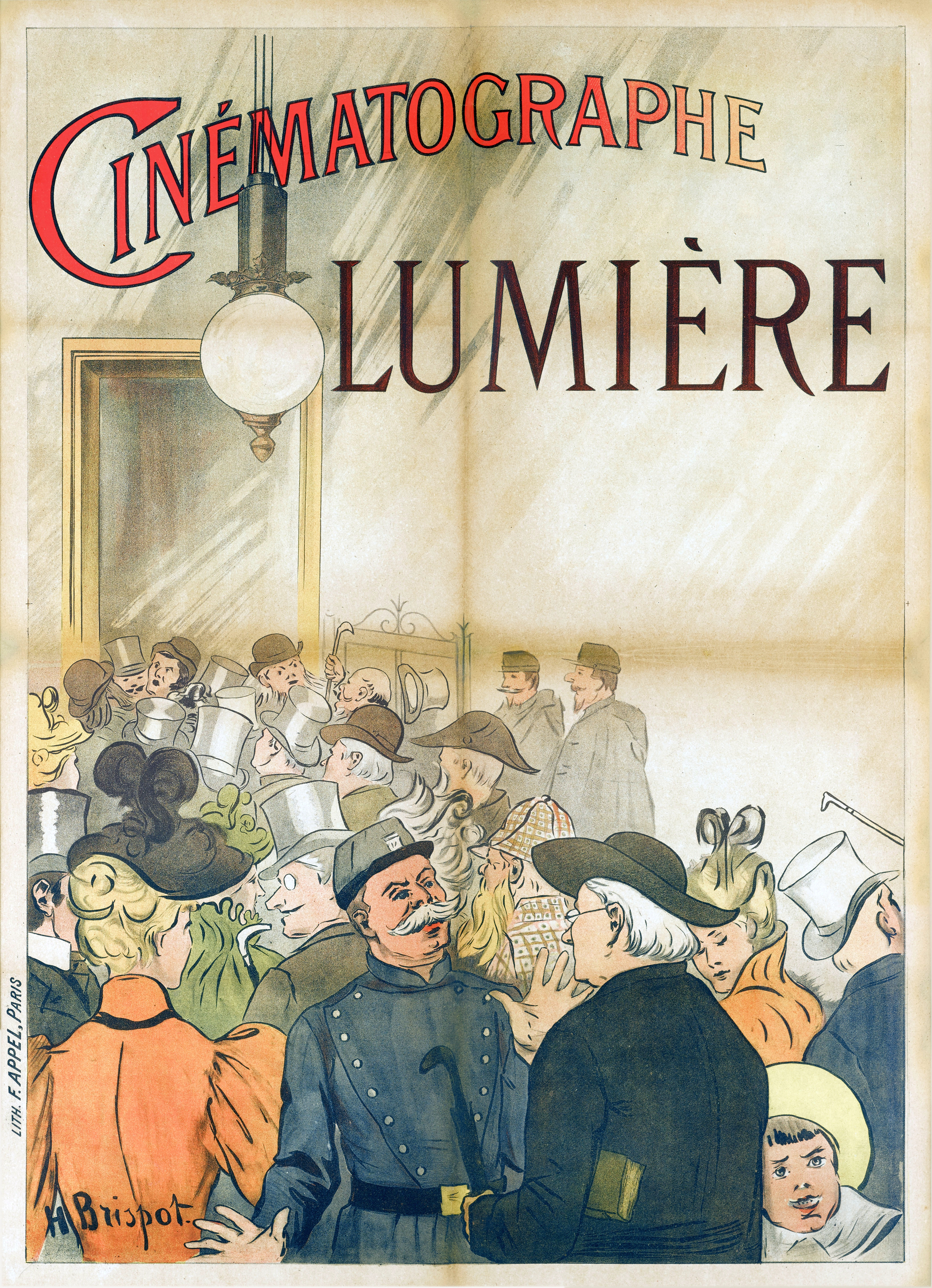
Népszerűsítő plakát

1895 februárjában szabadalmaztatták a kinematográfot, a Lumière fivérek találmányát. 1895. december 28-án Louis Jean Lumière és fivére, Auguste saját filmjeikből álló előadásukat a párizsi Grand Caféban tartották.

### A Pathé fivérek
A Pathé Cinema céget Charles és Émile Pathé saját filmek gyártására alapította. A Pathé Fréres pedig a kinematográfok építésével foglalkozott. A két vállalkozás vezető pozíciót vívott ki egész Európában.

### Gaumont

Ősfilm: Eadweard Muybridge mozgókép felvételeinek egyike

A Pathé egyetlen komoly vetélytársa a Société Gaumont volt, amely 1910 után felül is kerekedett a versengésben.

### Megszólal a film
A fonográf megjelenése után Muybridge javasolta Edisonnak, hogy a két találmányt kombinálják. 1904-ben Oscar Mester, német producer saját fejlesztésű berendezésével, a biofonnal kápráztatta el a Saint Louis-i világkiállítás látogatóit új hangosítási kísérletével.

#### Hangzótól a digitális hangzásig
1922-ben három német mérnök – Hans Vogt, Joseph Massolle és Benedict Engel – levetítette első hangosfilmjét Berlinben. Az általuk feltalált új eljárást használták.
A Warner Brothers A dzsesszénekes című 1927-es munkájával vette kezdetét a hangosfilm korszaka.
A hangosfilm leglátványosabb áldozata maga a filmművészet volt, ugyanis a korai hangfelvételek rejtett mikrofonokkal készültek. A színészeknek a mikrofon irányába kellett beszélniük, a színészi mimikát és játékot ezzel erősen korlátozva. A némafilm nagyságai gyakran nem is voltak alkalmasak hangosfilmbeni szereplésre. Komikus hatást keltett a kép és a hang szinkronitásának megbomlása is. Eme kezdeti nehézségek nyomon követhetők az Ének az esőben című, 1952-ben bemutatott amerikai filmben. A szinkronhibát a hangcsíknak fototechnikai úton a filmszalagra történő rögzítése kiküszöbölte. A színészi beszéd-, de főleg énekhangot nem egyszer másvalaki kölcsönözte a látható szereplőnek.
1930-ban bemutatták Budapesten A kék bálványt, az első magyarországi hangosfilmet. Ezt a Hyppolit, a lakáj követte.
Az 1930-as években elterjedt a Movietone eljárás. A keverésnek köszönhetően hamarosan a film összes hangja egyetlen hangsávba került. 1940-ben Walt Disney Fantázia című rajzfilmjében használták először a sztereóhangot.
A hetvenes években fejlesztette ki a Dolby laboratórium zajcsökkentő rendszerét. A film térhatású, ún. sztereóhangja is ebben az időben terjedt el, ikerhangcsík alkalmazásával. Majd a 80-as években megjelent a digitális hangrögzítés.

### Színes film
1907-ben a Lumière fivérek bemutatták az autokróm eljárást. 1909-ben a londoni Palace varietében levetítették az első színes hatású filmet. 1917-ben a tényleges színes film bemutatkozására az Amerikai Egyesült Államokban a technicolor eljárás adott lehetőséget. 1936-ban a szubtraktív színkeverés fejlettebb eljárást alkalmazták, ami Agfacolor néven vált ismertté a színes filmek körében. A német gyártót az Eastman Kodak követte Kodakchrome néven.
A Technicolor vállalat 1930-ra dolgozta ki a három alapszín, illetve a keverésükkel létrehozott többi színnel készíthető filmek gyártási lehetőségét. Walt Disney fejlesztette tovább az eljárást. A Hiúság vására című film 1935-ben készült, de a színesfilm valódi premierjére 1937-ben került sor Disney Hófehérke és a hét törpe című klasszikusának bemutatójával.

### A számítógépes film
A '80-as–'90-es évekre a számítógépek fejlődésével egyre inkább elterjedt a CGI (Computer-Generated Imagery – számítógépes ábrázolás). Ez egyre meggyőzőbbé, könnyebbé és olcsóbbá vált, így fokozatosan kiszorította a maketten alapuló ábrázolást. 2002-ben A Gyűrűk Ura második fejezetében sok ezernyi mellékszereplő nélkül hoztak létre élethű méretű hadsereget több hónapnyi számítógépen végzett képszerkesztés segítségével. Az igazi áttörés egy évvel korábban az animációs filmek terén következett be, a Final fantasy – A harc szelleme című egész estés filmmel, amely teljes egészében számítógéppel készült, és az ábrázolás csaknem fényképhű. Lásd még: motion graphics.

### Amerikai filmstúdiók
A világ első műtermét Thomas Alva Edison építette 1893-ban. Beceneve Black Maria volt, mert külseje a korabeli rabszállítókra emlékeztetett. Az 1920-as évek végére az amerikai filmipar stúdiók rendszerébe szerveződött. A „Big Five” (a nagy ötös) – a Paramount, a MGM, a Fox Film, a Warner Brothers és az RKO – mind saját stúdióval és mozilánccal rendelkeztek. A másik három kisebb cégnek – Universal, Columbia, United Artists – nem voltak filmszínházai.
Az ötösfogat a filmek bevételeinek jelentős hányadára tett szert. Az új filmeket először csak saját mozijaikban vetítették és a vetítési jogokat csak később adták át a kisebb, független filmszínházaknak. A filmekbe fektetett tőke maximális megtérülését a nemzetközi forgalmazás jelentette. A többi ország saját nemzeti piacának egy részét kénytelen volt átengedni az amerikai filmiparnak.
A klasszikus hollywoodi játékfilm és filmkészítés világszerte követendő példává vált.
A nagy gazdasági világválság hatására, 1930 és 1934 között csaknem 25%-kal csökkentek a mozik jegybevételei. Bevételpótlásként a mozitulajdonosok ajándéktárgyakat osztogattak a jegyvásárlóknak és büféket nyitottak. A stúdiók létszámleépítést hajtottak végre, a megtartott alkalmazottaknak pedig csökkentették bérét. Ebben a kritikussá vált helyzetben kezdtek egységes szervezetbe tömörülni az alkalmazottak, és létrejöttek a filmipar legbefolyásosabb szakszervezetei, amelyek máig jelentős hatalommal rendelkeznek.
A II. világháború utáni első években a nézők rekordszámra látogatták a mozikat, ami egy rövid időre újra fellendítette a filmipart. A társadalmi és gazdasági változások hatására a stúdiórendszer is hanyatlásnak indult. A televízió elterjedése és az amerikai lakosság tömeges külvárosokba költözése következtében, a belvárosi mozik látogatottsága mélyrepülésbe kezdett. A nagy stúdiók filmvetítési jogait 1948-ban az USA Legfelsőbb Bíróságnak a trösztök felszámolásáról szóló ítélete pecsételte meg. A „Paramount-ítélet” kötelezte az ötösfogat tagjait filmszínházaik értékesítésére.
A televízió új lehetőségeket nyitott a stúdiók számára. Bár a hagyományos stúdiórendszer felbomlott, a nagyobb hollywoodi cégek mégis életben maradtak. Filmmegjelenési lehetőségeiket az újonnan felépített bevásárlóközpontokban kialakított mozikban aknázták ki. Káprázatos filmeket mutattak be, amiket a mozikból való kifutásuk után átadtak a televízióknak.
Független alkotóként kezdték kezelni a sztárokat, a rendezőket és a producereket. Az átalakulás egyetlen áldozata, az amúgy is betegeskedő RKO Pictures volt. A többi cég a mai napig fennáll.
- 20th Century Fox – A cég William Fox (született Fried Vilmos, édesanyja után azonban Fuchs Vilmos.) filmszínházbirodalmából, a Fox Film Corporationből (alapítva: 1914) és a Twentieth Century Picturesből fejlődött ki. A két cég 1933-ban olvadt egybe.
- Columbia Pictures – Az 1919-ben alapított vállalat működésének első három évtizedében a cég elnöke Harry Cohn volt. Neki köszönhetően még a gazdasági világválság idején is nyereségesen működött a Columbia.
- DreamWorks – A céget 1994-ben alapította Steven Spielberg, David Geffen és Jeffrey Katzenberg. Az SKG rövidítés hármójuk nevének kezdőbetűiből származik.
- Miramax – A céget Harvey és Bob Weinsten alapította 1980-ban. A 90-es évek elején vált sikeres filmforgalmazóvá.
- Metro-Goldwyn-Mayer (MGM) – az MGM a harmincas években Hollywood leghíresebb stúdiója volt.
- New Line Cinema – A Robert Shyne által létrehozott New Line 1967-ben kezdett el tevékenykedni underground filmek független forgalmazójaként
- Orion Pictures – Az Orion Pictures vállalat a Kaszás csillagkép latin nevéről kölcsönözte a nevét, maga a logója is a csillagkép. 1978-ban alapította öt, United Artists-ból kivált vezető.
- Paramount Pictures – A magyar származású Adolf Zukor alapította a Famous Players Film Company átszervezésével.
- Tri-Star Pictures – A CBS Televízió, a Home Box Office (HBO) és a Columbia Pictures hozta létre 1982-ben. Ma a Tri-Star a Sony Pictures Entertainment holding önálló részeként működik Kaliforniában. Korai sikerei között található Alan Parker Madárka, a Nicsak ki beszél és Paul Verhoeven Total Recall – Az emlékmás című mozija, a Hook, A szerelem hullámhosszán és a Függő játszma.
- United Artists – Mary Pickford (1892–1979), Douglas Fairbanks (1883–1939), Charles Chaplin és D. W. Griffith (1875–1948) alapította 1919-ben, hogy független gyártású filmjeiket forgalmazhassák.
- Universal Pictures – Carl Laemmle alapította 1912-ben. Los Angeles környékén nyitotta meg a Universal City stúdiótelepét, a világ legnagyobb filmgyártó vállalkozását
- Warner Brothers – 1903-ban kezdték meg működésüket, de csak 1925-ben kezdődött a Warners Stúdió szárnyalása, mikor a cég hajlandó volt kockáztatni a hangosfilm technológiájával.
- RKO Pictures – A Radio–Keith–Orfeum a többi stúdióhoz képest későn, 1928-ban jelent meg, mikor a stúdiók a hangosfilm átállás lázában égtek.

### Idő szerinti osztályozás

#### 1890-es évek
1895-ben Filoteo Albertini olasz feltaláló szabadalmaztatta kinetografónak nevezett, mozgóképet bemutató készülékét, majd Párizsban a Lumière fivérek megtartották első nyilvános vetítésüket. Egy évvel később a Thomas Alva Edison által alapított társaság New Yorkban megrendezte az első nyilvános filmvetítés az Egyesült Államokban, valamint Budapesten megtartották az első mozielőadást a körúti Royal Szállóban, melyet egy éven át naponta többször is megismételtek. Budapesten egy másik helyszínen, a millenniumi ünnepségekre elkészült városligeti Ős-Budavár mulatóban láthattak mozgóképet. Itt Az élő fényképek műsora (Kinematoskop) során 1896 júniusában mutatták be A táncoló néger című némafilmet.

#### 1900-as évek
1902-ben Georges Méliès bemutatta az Utazás a Holdba című trükkfilmjét, amely a sci-fi elődje is volt. 1903-ban Edwin S. Porter elkészítette A nagy vonatrablás című filmjét, mely megteremtette a western műfaját. Ekkor alkalmazzák először a „fártot”, a sínen mozgó felvevőgépet. 

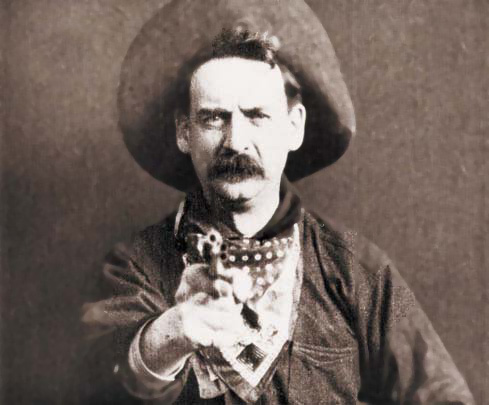
A nagy vonatrablás

1904-ben szabadalmaztatták a hangzófilmet. Két évvel később megnyitották Budapesten az első igazi mozgóképszínházat, a Projectograph-ot. Robbanásszerűen megnőtt a produkciók száma. Stúdiókat, műtermeket rendeztek be, hogy függetlenítsék magukat az időjárási és egyéb változásoktól. 1906-ban a világ első, egész estét betöltő filmjének a Melbourne-i városházán ünnepelték a bemutatóját. A Tait testvérek filmje, a Kelly bandájának története az ausztráliai mindennapokat elevenítette meg. Rá egy évre az Egyesült Államokban az igazságszolgáltatás kiterjesztette a szerzői jog elvét a filmre is.

#### 1910-es évek

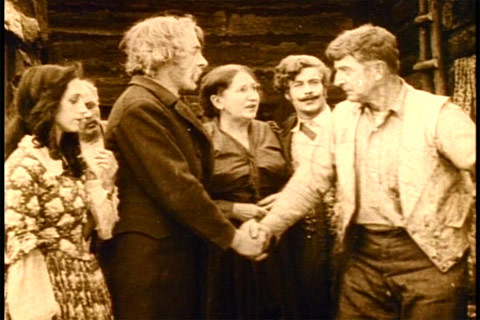
Egy nemzet születése, (1915)

1911-ben Hollywoodban megnyílt az első filmstúdió. A következő évben erőteljesen gyarapodik a számuk, ami felkeltette a filmgyártók érdeklődését. Ennek talán az oka az volt, hogy a szenzációhajhász históriák jól megalapozott piacába nem volt nehéz bekerülni. Az izgalom, a feszültség tetőfokán végződő részek így biztosítani tudták a moziba járó tömegek visszatérését.
1913-ban Charlie Chaplin, artista kialakította a kacsázva járó, bánatos toprongy figuráját. Két évre rá az Egyesült Államokban a Fox vállalat kerül az élre. 1917-ben megszületett az első színes film, a The Gulf Between. 1919-ben Magyarországon államosították a filmipart.

#### 1920-as évek

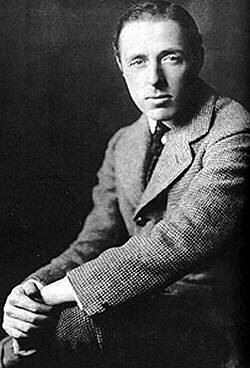
D.W.Griffith

1920-ban Lugosi Béla Hollywoodba került. Neve még ma is fogalom. Ő játszotta legmeggyőzőbben a vérszívó erdélyi vámpírt, Drakulát. 1921-ben D. W. Griffith megalkotta első hangosfilmkísérletét, Az álmok utcáját. A némafilm egyes részeihez hangot adott. 1924-ben Walt Disney filmtrükkproducer először mutatott be rajzfilmet. Két évvel később az egyszerű, olcsó „kismozikat” óriási filmpaloták váltották fel. A némafilmkorszak végére a film, a „hetedik művészet” is kivívta az őt megillető helyet. 1927-ben hódítani kezdett a hangosfilm A dzsesszénekessel. A hangosfilmek zenéjének története 2 szakaszra osztható: 1925–1960-ig, illetve 1960-tól napjainkig. A filmtörténet kezdetén nem a szavaknak, hanem a zenének jutott szerep, és eleinte úgy tűnt, a hangosfilm alig különbözik majd a némafilmtől. Ekkor indult el a musical. 1927-ben létrehozták Hollywood első önkorlátozó szabálygyűjteményét.

#### 1930-as évek

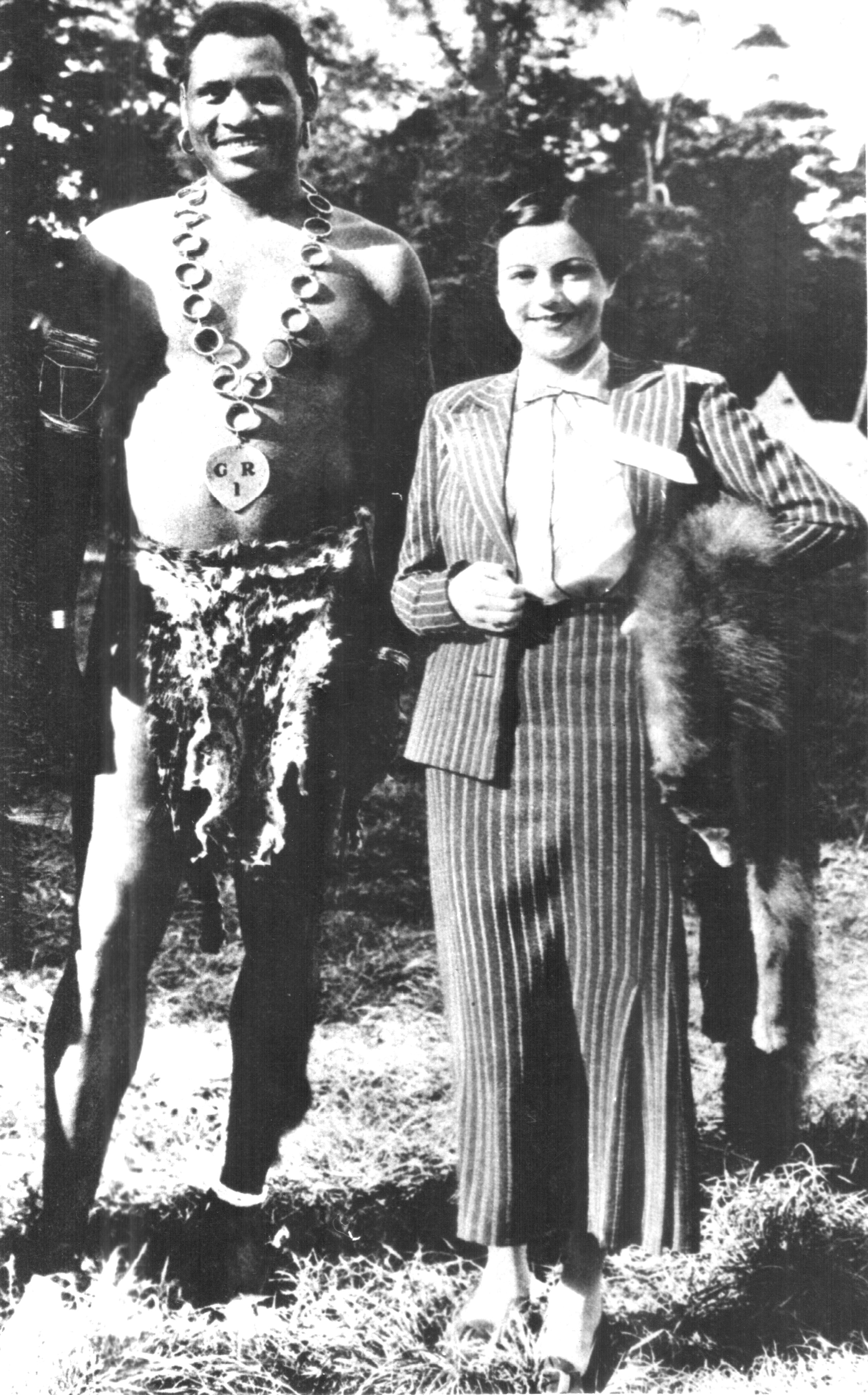
Paul Robeson és Ágay Irén a Sanders, a folyam ura forgatásán – London, 1934

1932-ben Velencében megrendezték az első Velencei Nemzetközi Filmfesztivált, kiosztották a fesztivál fődíját, az Arany Oroszlán díjat. 1936-ban George Cukor magyar származású filmrendező és producer elkészítette a Rómeó és Júlia című filmjét, melyet később Franco Zeffirelli is filmre vitt 1967-ben. 1939-ben Az Oscar-díjas Elfújta a szél került bemutatásra.

#### 1940-es évek
1946-ban a cannes-i lett a legfontosabb európai filmfesztivál, amelynek a fődíja az Arany Pálma.

#### 1960-as évek
1963-ban az USA-ban a fekete polgárjogi szervezet panaszt emelt a Hollywoodban tapasztalható faji megkülönböztetés ellen. A leghosszabb nap című filmben ugyanis, amely egy fontos háborús esemény hiteles bemutatásának tekinthető, az együtt harcoló 1500 katona között egy fekete bőrű katona sem található. A tiltakozás eredményeként augusztus 20-án a NAACP megegyezett a nagy filmstúdiókkal a fekete szereplők kötelező arányáról. 1963-ban a Kopár élet című film Rio de Janeiró-i bemutatásával a brazil cinéma novo (új film) mutatkozott be.

#### 1970-es évek
1970-re az amerikai mozik válságba kerültek, a stúdiók 5 hónap alatt 700 alkalmazottat bocsátottak el. 1976-ban Párizsban először osztották ki a César-díjat. Az évtized számos új filmes szereplőnek ad bemutatkozási lehetőséget (Scorsese, Coppola, Spielberg, Lucas stb.), új műfajok jelennek meg, mint A cápa című filmmel kezdődő „nyári blockbuster”. 1976-ban Párizsban először osztották ki a César-díjat. Egy évvel később az Egyesült Államokban bemutatták George Lucas filmjét a Csillagok háborúját, amelynek amerikai bevételi rekordját jóval később csak a Titanic tudta megdönteni; az inflációt is figyelembe véve még ma is abszolút első. Mindemellett a Csillagok háborúja volt az első film, amit Dolby Stereo hanggal mutattak be.

#### 1980-as évek
1986-ban az amerikai Canon cég megszerezte Anglia legnagyobb moziláncát. Ezzel az angol mozik 40%-a a Canon kezébe került.
Az ún. független filmstúdiók és a hollywoodi B kategóriájú filmek hatalmas hulláma mind az USA-ban, mind a világ egyéb pontjain elárasztja a mozikat és a videókölcsönzőket, köszönhetően a csökkenő előállítási költségeknek, és olyan országok anyagi és humán „ébredésének”, mint Hongkong (lásd kungfufilmek), India (Bollywood).
Franciaországban hatalmas összegeket költ az állam az európai (értsd francia) filmek támogatására, megpróbálván ellenállni Hollywood dömpingjének.

#### 1990-es évek
Az 1993-as Jurassic Park című nagy sikerű kalandfilm addig sosem látott trükköket vonultat fel, ami után egyre gyakoribb eszköz lesz a számítógép a filmgyártásban. 1996-ban a mozi századik évfordulójának ünnepségsorozata keretében első ízben rendezték meg Budapesten a Magyar Filmesek Világtalálkozóját. A kínai kormány betiltja a Disney, a Sony és az MGM amerikai filmgyártó cégek működését Kínában. Az indok: a Kundun, a Hét év Tibetben, és a Vörös sarok című filmek torz képet festenek Kínáról.
1998-ban a Titanic című film nemzetközi bevétele átlépte a bűvös egymilliárd dollárt.

#### 2000-es évek
Az évtizedben egyre gyakoribbá, mondhatni természetessé válik az olyan számítógépes effektek használata, mint a CGI. Ismét teret kap egy időre a 3D, majd olyan új formátum is megjelenik, mint az IMAX. Az internet elterjedésével a nézői szokások is megváltoznak, mivel sok film az interneten is elérhetővé válik. Az adathordozók szerepe némileg csökken, a VHS eltűnik, viszont a DVD, Blu-ray továbbra is elérhetővé teszi kereskedelmileg a filmeket. Lendületbe jönnek a képregényfilmek, főleg a Marvel kiadó karakterei alapján. 

#### 2010-es évek
Terjedni kezd a streaming (Netflix, Hulu, Amazon Prime stb.), és az oda készített produkciók, filmek, sorozatok száma is egyre gyarapszik. 2019-ben a The Walt Disney Company több filmes érdekeltséget is felvásárol, így válik a 20th Century Fox is a Disney részévé, ami ezután 20th Century Studios néven működik.

## Filmgyártás
A filmgyártás az egész világon más rendszerben működik. Sok hollywoodi film 3D animációt, robottechnikát, CGI-t használ, de a hagyományos filmgyártás sem tűnt el, mikor díszleteket és valós kellékeket használnak egy alkotáshoz (korhű kosztüm, fegyver, autó, utca stb.). A filmesek szakszervezetekbe tömörülnek, munkájuk igen jól szervezett, szerződéseikben előre meghatározott tiszteletdíjakat kötnek ki. Európában a filmművészet dominál és nem a filmipar. A fizetések sokszor nagyon alacsonyak, kis stábbal dolgoznak, a forgatási nyersanyaggal takarékosan bánnak. Ez utóbbi azonban nem mindig teljesül, ami akár jelentősen is megnövelheti a költségeket. Figyelembe kell venni a nagyobb nevű színészek gázsiját is, ami szintén jelentősen emelhet a költségeken, ahogy a promóció (reklámok, hirdetések) is, mely nem számít ugyan a film költségének, de ugyanúgy jelentős járulékos kiadás lehet.
A filmgyártás lépései 5 szakaszra bonthatók:
1. Forgatókönyv
2. Előkészítés
3. Forgatás
4. Utómunkálatok
5. Forgalmazás

A filmek kapcsán értelemszerűen mindenki a nyereségben érdekelt, a mindenkori bevétel azonban nem csak a gyártó stúdióé, hanem abból bizonyos mértékig részesedik a mozi és a forgalmazó is, mivel alapvetően rajtuk keresztül jut el az alkotás a nézőkhöz. Az efféle megállapodások üzleti titkot képeznek, de tudható, hogy a bemutatókor még a stúdióé a nagyobb részesedés, ami idővel átfordul a mozik és forgalmazók javára; ez a jutalék átlagosan egyharmad–fele-fele arány körül alakul. Vagyis egy filmnek körülbelül a gyártási költség dupláját kell minimum megtermelnie a nullszaldóhoz, mivel minden megtermelt egységnyi pénz fele járulék lesz, profitról pedig csak ez után lehet beszélni. (Az ezen felüli marketing költség megtérülése  ebbe nem is számít bele…) Ugyanakkor utóbb a produkciók DVD és Blu-ray, valamint online és televíziós (streaming) értékesítéseinek bevételei, ahogy a jogdíjjak is a gyártót illetik. Ezért hordoz kockázatot egy drágább produkció, mert annál kisebb valószínűséggel várható értékelhető profit, noha egy olcsóbb film is lehet kereskedelmi kudarc, ha nem nézik meg elegen.

## Filmek csoportosítása
Már a filmtörténet kezdetén felmerült az igény arra, hogy a filmeket valamilyen szempont szerint csoportokba sorolják. Először az irodalmat hívták segítségül, és megszületett pl. a filmvers, a filmeposz, a filmdráma stb., azonban hamar rájöttek, hogy ez nem a megfelelő kategorizálási mód, mivel az irodalom anyaga a szöveg, a film viszont a látványon alapszik.
A mai napig nem sikerült olyan osztályozási rendszert kialakítani, amibe minden egyes film tökéletesen beilleszthető lenne. Van azonban néhány jó szempont:
1. Műfaj szerint
2. A rendező szándéka és a nézői elvárás szerint
3. A valósághoz való viszony szerint

### Műfaj szerint
A műfajok (zsánerek) alatt a filmek rokonsági csoportjait értjük. Közös bennük, hogy hasonló a történet, a karakterek, a konfliktusok, az ábrázolási módok.
A filmeket különböző műfajokba soroljuk a következő paraméterek figyelembevételével:
1. a film hossza;
2. a film dramaturgiája;
3. a film témája;
4. a film történésének helyszíne;
5. a film történésének ideje.[10]

### A rendező szándéka és a nézői elvárás szerint
A rendező szándéka és a nézői elvárás szerint kétféle filmtípust lehet megkülönböztetni: közönségfilmet és szerzői filmet.
A közönségfilmek (tömegfilm, zsánerfilm, műfaji film) a populáris kultúra részét képezik, a tömegek számára készülnek. A készítők célja a profitszerzés, ebből kifolyólag a nézők szórakoztatására összpontosítanak. Szinte mindig besorolhatók egy-egy filmműfajba. Régi, jól bevált történeteket elevenítenek fel, a jó és a rossz örök harcát mutatják be, ahol szinte mindig a jó győzedelmeskedik, az ábrázolási módokban nem igazán kísérleteznek. (A leggyakoribb műfaji filmes irányzatok: burleszk, western, film noir, bűnügyi film, melodráma, romantikus film, vígjáték, akciófilm, horrorfilm, thriller, filmdráma, bábfilm, rajzfilm, animációs film stb.) Ebből a kategóriából a legjobban kitörni vágyó irányzat a film-noir, nem véletlenül erre az irányzatra építkeztek leginkább a francia új hullám (a szerzői film) megalapítói.
A szerzői filmek (rendezői film) a magaskultúra részét képezik. Az uralkodó jegyük nem a műfaj (általában többműfajúak), hanem a stílus, a rendező személyisége ugyanis átüt a filmen. Jacques Rivette meghatározása a legelfogadottabb, miszerint: „a szerzői film az, amikor a rendező egyes szám első személyben beszél.” Témájuk általában a hétköznapi élet; a mindennapi élet egyszerű embereinek láthatatlan drámáit mutatják meg. Gyakran nagyon eseménytelenek és befejezetlenek. A rendezők szívesen alkalmaznak egyéni megoldásokat, így pl. összekeverik az idősíkokat, az ok-okozati viszonyok néha nehezen érzékelhetők. A szerzői filmek célja legtöbbször nem a puszta szórakoztatás (még Chaplin esetében sem), inkább a szellemi továbbgondolás előidézése, az „elgondolkodtatás”. Ebből következően a szerzői film sohasem egyműfajú, s ezáltal lesz több az egyszerű, redukált tömegfilmnél. Azonban a szerzői filmeken belül is meg kell különböztetni a nézők (és producerek) felé is „kikacsintó” tömeg-művészfilmeket. Éppen ezért lesz örök harc, hogy a választás ki mellett dőljön el: Jean-Luc Godard vagy François Truffaut, Buster Keaton vagy Charlie Chaplin, Roberto Rossellini vagy Vittorio De Sica, Szőts István vagy Radványi Géza, Fehér György vagy Tarr Béla…
A XX. század végére létrejött egy harmadik meghatározó irányzat is, amely e két filmtípus között helyezkedik el, amely a szélesebb közönség számára gyárt tömegesen szerzői filmeket, amelyeket a filmtípust meghatározóan kifacsart elnevezéssel tömeg-művészfilmeknek nevezzünk. (Az irányzat egyik legjelentékenyebb képviselője Quentin Tarantino.)
A szerzői film precízebb osztályozása során – a tömeg-művészfilm mellett (és/vagy helyett) – meg kell különböztetnünk a fesztivál-művészfilmeket is. A teljesen autonóm, független szerzői filmek és a fesztivál-művészfilmek között az a lényegi különbség, hogy a tisztán (valódi) szerzői filmek esetében (l. Buster Keaton, Jean-Luc Godard, John Cassavetes, Michelangelo Antonioni, Robert Bresson, Jean Renoir, Jean Cocteau, Orson Welles, Roberto Rossellini, Jacques Rivette, Agnès Varda, Jacques Demy, Jean Eustache, Philippe Garrel, Jacques Doillon, Christian Petzold, Szőts István, Gaál István, Novák Márk, Fehér György, Dömölky János, Bódy Gábor, Huszárik Zoltán, Zolnay Pál, Hajdu Szabolcs, Horváth Lili stb.) sohasem érdekelte a rendezőt (szerzőt) a filmjeinek népszerűsége – akár a közönség, akár a kritikusok, akár a (vagy egy) fesztiválzsűrik részéről – vagy hogy egyáltalán eljut-e valaha a filmjük a közönséghez (vagy sem). Csupán egyetlenegy cél lebeg(ett) szemük előtt: álmaik minél tökéletesebben való filmvászonra vitele.

### A valósághoz való viszony szerint
A dokumentumfilm gyökerei a filmhíradókban fogantak. Olyan tényeken alapuló film, amely valós eseményekről és emberekről szól. A műfaj megnevezése a francia „documentaire” kifejezésből származik, amelyet eredetileg útifilmekre használtak.
A játékfilm műfaja az első filmek korában alakult ki, amikor a filmesek ráébredtek, hogy érdemes filmre vinni különféle kitalált történeteket is. A film ekkor lett a szórakoztatóipar egyik alapköve. Az elmúlt 100 év során rengeteg játékfilmes műfaj keletkezett.
Az animációs film rajzok olyan fényképészeti reprodukálása, amihez különböző technikákkal mozgást és hangot illesztenek. Az ötletet a rajz és filmkamera segítségével valósítják meg. A művész megrajzolja a cselekmény színterét és szereplőit mozgás közben. Ahhoz, hogy a mozgás láthatóvá váljon, egy 24 rajzból álló sorozatot kell készíteni úgy, hogy minden következő rajzon a mozdulat másik mozzanata látszódjék. Ezután minden egyes rajzot kamerával rögzítenek, s így lesz a 24 rajzból az ábrázolt mozgás egy másodperce. Míg a játékfilm és a dokumentumfilm készítője a valós térből rögzít élő mozgást, a rajzfilm szerzője a teret és a mozgást is megrajzolja.

## Filmes munkakörök
Egy játékfilm megszületéséhez legalább száz ember munkája szükséges, de némely szuperprodukció több ezer filmes munkáját is igényli (Például A Gyűrűk Ura című filmen 3000 ember dolgozott). Magyarországon a stáb szűk alkotói csapatához tartozik a rendező, az operatőr, a forgatókönyvíró, a dramaturg, a jelmez- és díszlettervező, a vágó, a zeneszerző és a hangmérnök. A gyártási munkálatok felügyelői pedig a producer, a rendező, a gyártás- és felvételvezető.

## Földrajzi osztályozás

### Európai film
Az európai film az amerikai filmmel összehasonlítva sokkal liberálisabb világnézetet mutat, amikor a meztelenséget és a szexualitást ábrázolja, de kevésbé megengedő, amikor az erőszakot mutat be.

### Amerikai film
A 20. század végére mind a nézők, mind a filmkészítők számára világossá vált, hogy a filmgyártás fő vonalát egyértelműen az amerikai film képviseli. Egészen pontosan a hollywoodi filmgyártás; ez a dollármilliós költségvetésű, még több dollármilliókat hozó filmekre specializálódott „gépezet”. A műfajt, sztorit, színészeket, technikai elemeket és – sokszor utolsóként – a rendezőt gondosan választják ki, mindent a gazdasági haszon érdekében. A legnagyobb amerikai filmrendezők közé tartoznak Charlie Chaplin, Orson Welles, a magyar származású George Cukor és Kertész Mihály, Alfred Hitchcock és Stanley Kubrick, a ma élők közül Francis Ford Coppola, Steven Spielberg, Martin Scorsese, Woody Allen és a független filmes Quentin Tarantino. (A leghíresebb amerikai filmsztárokat lásd a Hollywoodi filmsztárok listája szócikkben!)

### Ázsiai film
India a világ legnagyobb filmgyártó országa. Az indiai hagyományokat követő zenés tömegfilmek mellett több világhírű filmalkotás fűződik Szatyadzsit Raj és Mira Nair nevéhez. A japán filmművészet világhírű mesterei Jaszudzsiro Ozu és Akira Kuroszava. A kínai film a 90-es évek óta ér el komoly nemzetközi sikereket, elsősorban Csen Kaj-ge és Csang Ji-mu alkotásaival. Meg kell még említeni a grúz Tengiz Abuladze filmjeit, az iráni Dzsafar Panahi, Mohszen Makhmalbaf és Abbasz Kiarosztami különleges filmkölteményeit, valamint a koreai rendező, Kim Ki-duk filmjeinek legújabb nemzetközi sikerét.

## Filmművészet

### Irányzatok

#### Transzcendentális stílus
Olyan rendezők életművét jellemzi, mint például Robert Bresson, Dreyer, Ozu, Tarkovszkij, Ingmar Bergman, Fehér György, Tarr Béla stb. (l. Paul Schrader nagyszerű tanulmánykötetét a témában).

#### Olasz neorealizmus
A neorealizmus olasz filmirányzat, melynek első darabja és alapműve Luchino Visconti Megszállottság (Ossessione) című filmje. Csak 1945 után mutatták be mozikban, de már előbb nagy hatást tett az egész olasz filmszakmára. Egyébként a kifejezést Umberto Barbaro használja először 1943-ban. A neorealizmus gyökeresen szakított az addigi olasz film hamis valóságábrázolásával, dokumentarista szemléletet honosított meg, és óriási hatást tett az egész európai filmművészetre.

#### Francia új hullám
A francia új hullám (nouvelle vague) nevét az Express c. folyóirat egy 1957-es cikke adta. Kiemelkedő egyéniségei közül François Truffaut (Négyszáz csapás, Jules és Jim, Lopott csókok) pályáját filmkritikusként kezdte, és már mint rendező megmaradt az új hullám teoretikusának. Talán ennek is köszönhető az új hullám (más nemzetek új hullámainak is) nagy fokú stiláris tudatossága.

#### Dán Dogma filmek
A mozgalom követői egyfajta szakítást hirdetnek a múlttal, a konvencionális filmkészítéssel, s saját megfogalmazásuk szerint autentikus filmeket akarnak készíteni, hogy megmutathassák a valóságot a nézőknek. Ehhez egyes helyeken meglehetősen bizarr, formabontó, mégis a filmes világban felpezsdülést hozó „tízparancsolatot” alkottak.

### Díjak, filmfesztiválok
Az 1990-es évektől világszerte körülbelül 200 filmfesztivált tartanak meg. Európában a legfontosabb, A-kategóriás fesztiválok a következők:
- Berlini Nemzetközi Filmfesztivál
- Cannes-i fesztivál
- Karlovy Vary-i Nemzetközi Filmfesztivál
- Locarnói Nemzetközi Filmfesztivál
- Moszkvai Nemzetközi Filmfesztivál
- San Sebastián-i Nemzetközi Filmfesztivál
- Tallinni Fekete Éjszakák Filmfesztivál
- Varsói Nemzetközi Filmfesztivál
- Velencei Nemzetközi Filmfesztivál

A producerek, rendezők és színészek számára egy fesztivál díj különlegesen fontos jelentőségű, mivel ez gyakran belépő a nemzetközi filmpiacra. Az újságírók gondoskodnak a népszerűségéről, ami számos nagy produkciónak moziközönséget szervez.
Az Oscar-díj (hivatalos nevén Academy Award) az Egyesült Államok legrangosabb filmművészeti díja, amelyet a Filmművészeti és Filmtudományi Akadémia (AMPAS) ad ki több kategóriában 1929 óta.
A Golden Globe-díj a hollywoodi külföldi sajtó díja, az Oscar-díj előszobájának is nevezik.
Az Európai Filmdíj (1996-ig Felix-díj) az Európai Filmakadémia (EFA) által 1988 óta évente odaítélt filmművészeti elismerés, különböző műfaji és alkotói kategóriában.
A LUX közönségdíj az Európai Parlament és az Európai Filmakadémia közös filmművészeti díja, melyet 2007 óta ítélnek oda (2019-ig Lux-díj elnevezéssel) minden évben.
A César-díj a francia Filmművészeti és Filmtechnikai Akadémia évente kiosztott filmművészeti díja.
A BAFTA-díj a Brit Film- és Televíziós Akadémia díja, melyet minden évben több témában és kategóriában oszt ki.
A Japán Filmakadémia díját, amit japán Oscar-díjnak is szoktak nevezni, 1978 óta adják át.

### A világ legjobbnak tartott filmjei

#### A 20. század első fele

##### Dokumentumfilmek
A dokumentumfilm népszerűsítésére és a szavazás sikerén felbuzdulva 1964-ben hasonló módon szavazták meg a műfaj tizenkét legjobbnak tartott alkotását.

##### Minden idők 100 legjobb amerikai filmje
Az Amerikai Filmintézet tíz évenként állítja sorrendbe minden idők 100 legjobb amerikai filmjét.

##### Budapesti tizenkettő
A Magyar Filmművészek Szövetsége játékfilmes és filmkritikusi szakosztályának tagjai 1968-ban titkos szavazással jelölték ki a 12 legjobb magyar filmet.
A 25 legjobb film az IMDb Top 250 ranglistája alapján
1. A remény rabjai (1994)
2. A keresztapa (1972)
3. A keresztapa II (1974)
4. A sötét lovag (2008)
5. Tizenkét dühös ember (1957)
6. Schindler listája (1993)
7. Ponyvaregény (1994)
8. A Gyűrűk Ura: A király visszatér (2003)
9. A Jó, a Rossz és a Csúf (1966)
10. Harcosok klubja (1999)
11. A Gyűrűk Ura: A gyűrű szövetsége (2001)
12. Forrest Gump (1994)
13. A Birodalom visszavág (1980)
14. Eredet (2010)
15. A Gyűrűk Ura: A két torony (2002)
16. Száll a kakukk fészkére (1975)
17. Nagymenők (1990)
18. Mátrix (1999)
19. A hét szamuráj (1954)
20. Csillagok háborúja (1977)
21. Isten városa (2002)
22. Hetedik (1995)
23. A bárányok hallgatnak (1991)
24. Az élet csodaszép (1946)
25. Az élet szép (1997)

## Magyar felsőoktatási intézmények
- Színház- és Filmművészeti Egyetem
- Budapesti Kommunikációs és Üzleti Főiskola – Kommunikációs és Művészeti Kar
- Eszterházy Károly Egyetem – Tanárképzési és Tudástechnológiai Kar
- Kaposvári Egyetem – Rippl-Rónai Művészeti Kar

## Bibliográfia

### Könyvek a filmről
- Georges Sadoul: A filmművészet története; ford. Szávai Nándor; Gondolat, Bp., 1959
- Filmek könyve (szerkesztő: B. Egey Klára), Bp., Magvető, 1967
- Új filmlexikon (főszerkesztő: Ábel Péter), Bp., Akadémiai Kiadó, 1978
- Szergej Mihajlovics Eisenstein: Premier plánban, Bp., Európa, 1979
- Carlo Lizzani: Az olasz film története, Bp., Gondolat, 1981
- Nemes Károly: Jean-Luc Godard. Kortársaink a filmművészetben, Bp., Múzsák–Népművelési Propaganda Iroda, 1983
- Nemeskürty István: A képpé varázsolt idő, Bp., Magvető, 1983
- Ulrich Gregor – Enno Patalas: A film világtörténete, Bp., Gondolat, 1985
- Ingmar Bergman: Laterna magica, Bp., Európa, 1988, 2007
- Bikácsy Gergely: Bolond Pierrot moziba megy. A francia film ötven éve 1939–1989; Héttorony–Budapest Film, Bp., 1991
- Ingmar Bergman: Képek, Bp., Európa, 1992
- Zsugán István: Szubjektív magyar filmtörténet 1964–1994, Bp., Osiris-Századvég, 1994
- François Truffaut: Önvallomások a filmről, Bp., Osiris, 1996
- Francesco Casetti: Filmelméletek, 1945–1990; ford. Dobolán Katalin; Osiris, Bp., 1998 (Osiris tankönyvek)
- Robert Bresson: Feljegyzések a filmművészetről; ford. Sujtó László; Osiris, Bp., 1998
- Magyar filmográfia. Játékfilmek 1931–1997, Bp., Magyar Filmintézet, 1998
- Varga Csaba: Film és story-board, Bp., Fríg, 1998 (Árnyékvilág sorozat)
- Bárdos Judit (szerk.): Eisenstein. Válogatott tanulmányok, Bp., Áron, 1998
- Csúri Ákos-Illich Lajos: Gutenbergtől Spielbergig, Sylvester, 1998
- Oxford Filmenciklopédia (szerkesztő: Geoffrey Nowell-Smith), Bp., Glória, 1999, 2007
- A film krónikája, Bp., Magyar Könyvklub, 2000
- Bíró Yvette: A hetedik művészet, Bp., Századvég, 1994., Bp., Osiris, 1998, 2001, 2003
- Szabó Z. Pál: Lázadás a halál ellen. Salvador Dali–Luis Bunuel: Andalúziai kutya, Bp., Áron, 2002
- Szabó Gábor: Filmes könyv. Hogyan kommunikál a film?, Bp., Noran, 2002
- William Goldman: Mit is hazudtam? Egy hollywoodi filmíró tapasztalatai; ford., jegyz. Upor László; Európa, Bp., 2002
- Pethő Ágnes: Múzsák tükre. Az intermedialitás és önreflexió poétikája a filmen, Csíkszereda, ProPrint, 2003
- Marx József: A kétdimenziós ember. A játékfilm dramaturgiája, Bp., Vince, 2003
- Hevesy Iván: A némafilm egyetemes története, Bp., Magyar Filmintézet, 2003
- Zalán Vince (szerk.): Filmrendezőportrék, Bp., Osiris, 2003
- Balogh Györgyi, Gyürey Vera, Honffy Pál: A magyar játékfilm története a kezdetektől 1990-ig, Bp., Műszaki, 2004
- 1001 film, amit látnod kell, mielőtt meghalsz (főszerkesztő: Steven Jay Schneider), Bp., Gabo, 2004
- Joe Eszterhas: Hollywoodi fenevad. Memoár; ford. Komáromy Rudolf; Litkey, Bp., 2005
- Balázs Béla: A látható ember – A film szelleme; Bp., Gondolat, 1984; Bp., Palatinus, 2005
- Kovács András Bálint: A modern film irányzatai; Palatinus, Bp., 2005
- Luis Bunuel: Utolsó leheletem; Bp., Európa, 1989; Bp., L'Harmattan, 2006
- Zalán Vince (szerk.): Bódy Gábor egybegyűjtött filmművészeti írások I. kötet, Bp., Akadémiai, 2006
- David Bordwell–Kristin Thompson: A film története; Palatinus, Bp., 2007
- Bokor Pál: A siker helye Hollywood; Atlantic Press, Bp., 2008
- Tóth Róbert: Hogyan írjunk közönségfilmet; MTFSZ, Bp., 2008
- Marc Vernet: A hiány alakzatai. A láthatatlan és a mozi; ford. Füzi Izabella, Kovács Flóra; 2. jav., bőv. kiad.; Apertúra, Szeged, 2010 (Apertúra könyvek)
- Fűzi Izabella (szerk.): Hitchcock. Kritikai olvasatok; Apetúra, Szeged, 2010
- Walter Murch: Egyetlen szempillantás alatt. Gondolatok a filmvágásról; Francia Új Hullám, Bp., 2010
- A transzcendentális stílus a filmben. Ozu, Bresson, Dreyer; ford. Kiss Marianne, Novák Zsófia; Francia Új Hullám, Bp., 2011 (Szerzőifilmes könyvtár)
- Pentelényi László – Zentay Nóra Fanni (szerk.): JLG/JLG. Jean-Luc Godard dicsérete, avagy a filmművészet önfelszámolása; Francia Új Hullám, Bp., 2012
- Bokor Pál: A film mint mozgás. Gondolatok a film szépségéről és szabadságáról; Atlantic Press, Bp., 2015
- Filmévkönyv 1979–2010

- Hevesy Iván: A filmjáték esztétikája és dramaturgiája; Athenaeum, Bp., 1925 (Élet és tudomány)
- André Bazin: Válogatott filmesztétikai tanulmányok; vál., ford. Baróti Dezső; Magyar Filmtudományi Intézet és Filmarchívum, Bp., 1961 (Filmművészeti könyvtár)
- Almási Miklós–Gyertyán Ervin–Hermann István: Filmesztétikai tanulmányok; Magyar Filmtudományi Intézet és Filmarchívum, Bp., 1961 (Filmművészeti könyvtár)
- Gró Lajos: Filmesztétikai tanulmányok; bev. Kassák Lajos, sajtó alá rend., jegyz. Magyar Bálint; Magyar Filmtudományi Intézet és Filmarchívum, Bp., 1967 (Filmművészeti könyvtár)
- Szovjet filmesztétikai tanulmányok; vál., szerk., jegyz., bev. Kovács Mária; Magyar Filmtudományi Intézet és Filmarchívum, Bp., 1971 (Filmművészeti könyvtár)
- Szöveggyűjtemény a filmesztétika tanulmányozásához; összeáll. Zalán Vince; NPI, Bp., 1975 (Filmbarátok kiskönyvtára)
- J. M. Lotman: Filmszemiotika és filmesztétika; ford. Réthy Ágnes; Gondolat, Bp., 1977
- Fejezetek a filmesztétikából; vál., szerk. Zalán Vince, ford. Nyilas Vera et al.; Múzsák, Bp., 1985 (Kép, mozgókép, kultúra)
- Mozgóképkultúra; vál., szerk. Kakuk Jenő, Hauser Zoltán, Szilágyi Erzsébet; EKTF Líceum, Eger, 1998
- A kortárs filmelmélet útjai. Szöveggyűjtemény; vál., bev. Kovács András Bálint, szerk. Vajdovich Györgyi, ford. Borsody Gyöngyi et al.; Palatinus, Bp., 2004 (Palatinus filmkönyvek)
- Bíró Yvette: Időformák. A filmritmus játéka; Osiris, Bp., 2005 (Osiris könyvtár. Film)
- Duló Károly: A néző filmje; Gondolat, Bp., 2006
- Film, kép, nyelv; szerk. Pethő Ágnes; Scientia, Kolozsvár, 2007 (Sapientia könyvek)
- Virginás Andrea: Az erdélyi prérin. Médiatájkép; Komp-Press–Korunk, Kolozsvár, 2008 (Ariadné könyvek)
- Margitházi Beja: Az arc mozija. Kközelkép és filmstílus; Koinónia, Kolozsvár, 2008
- Gilles Deleuze: Film, 1-2.; ford. Kovács András Bálint; Palatinus, Bp., 2008 (Palatinus filmkönyvek)
  - 1. A mozgás-kép
  - 2. Az idő-kép
- Kovács András Bálint: Mozgóképelemzés; Palatinus, Bp., 2009
- Stőhr Lóránt: Keserű könnyek. A melodráma a modernitáson túl; Pompeji, Szeged, 2013 (Apertúra könyvek)
- Karol Irzykowski: A tizedik múzsa. A filmesztétika kérdései; ford. Szíjártó Imre, Dabi M. István; Magyar Képzőművészeti Egyetem Doktori Iskola, Bp., 2011
- Berkes Ildikó–Nemes Károly: A filmművészet fejlődési vonala; Uránusz, Bp., 2011 (Uránusz könyvek)
- Vincze Teréz: Szerző a tükörben. Szerzőiség és önreflexió a filmművészetben; Kijárat–Kosztolányi Dezső Kávéház Kulturális Alapítvány, Bp., 2013 (Metropolis könyvtár)
- Pethő Ágnes: Reflexivitás a filmben; Ábel, Kolozsvár, 2013
- Gregus Zoltán: Észlelés és értelemképződés a filmművészetben; Pro Philosophia–Egyetemi Műhely, Kolozsvár, 2016 (Műhely)
- Gyenge Zsolt: Kép, mozgókép, megértés. Egy fenomenológiai filmelemzés elmélete; L'Harmattan, Bp., 2017 (Láthatatlan múzeum)
- Király Jenő: A mai film szimbolikája; vál., szerk. Balogh Gyöngyi, utószó Varga Anna; Eszmélet Alapítvány, Bp., 2017
- A vászon és a dívány találkozása. Tanulmányok filmről, pszichoanalízisről; szerk. Fecskó-Pirisi Edina, Lénárd Kata, Papp-Zipernovszky Orsolya; Oriold, Bp., 2018
- Kránicz Bence–Lichter Péter: Kalandos filmtörténet. Szerzők, műfajok és irányzatok; Scolar, Bp., 2019
- Fám Erika: Viszontképek a filmben. Képfilozófiai, képelméleti és médiafilozófiai megközelítés; Pro Philosophia–Egyetemi Műhely, Kolozsvár, 2020 (Műhely)
- Az ébredő jogerő. Galaxis útikalauz jogászoktól; szerk. Kis Kelemen Bence, Nagy Ádám; Athenaeum, Bp., 2021

### Filmes portálok
- PORT.hu
- Kritikus Tömeg
- Mozinet
- Magyar.film.hu
- Moziplussz
- The Internet Movie Database (lásd a magyar szócikket is)
- MoziNéző
- Filmrakat